# روبرت زمنیلیک
روبرت زمنیلیک (چکی: Robert Změlík؛ تلفظ چکی: [ˈrobɛrt ˈzmɲɛli:k]؛ زادهٔ ۱۸ آوریل ۱۹۶۹) ورزشکار دهگانه و هفت‌گانه اهل جمهوری چک بود.